# Bandera d'Israel
La bandera d'Israel va ser adoptada el 28 d'octubre de 1948. L'Estrella de David, de color blau, és situada al centre, sobre un fons blanc, entre dues franges blaves horitzontals de la mateixa grandària que no arriben a estar col·locades a les vores de la bandera. Encara que oficialment el color és el blau cel, de vegades la bandera d'Israel apareix acolorida amb un blau encara més pàl·lid. Les ratlles blaves representen el tal·lit, que és una peça de roba jueva.

## Història i creació de la bandera
Theodor Herzl, el visionari profeta de l'Estat Jueu havia d'organitzar el primer Congrés Sionista a Basilea l'any 1897 i va decidir que era necessari exposar una bandera nacional oficial pel poble jueu. En el seu llibre Der Judenstadt (l'Estat Jueu), va escriure el següent: "No tenim una bandera i la necessitem en un temps en què volem dirigir a molta gent; cal fer onejar un signe sobre els seus caps". I a continuació: "Jo concedeixo una bandera blanca amb set estrelles daurades, en la qual el rerefons de la tela blanca simbolitzi la nova i pura vida. Les estrelles representaran les set hores daurades del nostre treball quotidià, ja que els jueus aniran a la nova terra amb un símbol de treball".
Herzl va confiar la feina de preparar la bandera jueva al seu assistent David Wolfson. En una carta al Baró Hirsch va escriure: "Si em preguntessin en un to burlesc que és aquesta bandera?, els respondria que una bandera no és només un pal amb un drap; una bandera és quelcom simbòlic i nacional, i amb una bandera un condueix a un poble allà on sigui, fins i tot a la Terra Promesa".
A David Wolfson però no li acabava de fer el pes la bandera proposada per Herlz "A requeriment del nostre líder Herzl, vaig venir a Basilea a realitzar tots els preparatius per l'obertura del Primer Congrés. Entre les nombroses qüestions que vaig haver de considerar, n'hi havia una que, malgrat la seva lleugeresa, no era gens lleugera, ja que contenia en si mateixa el gran problema hebreu. Amb quina bandera hem de decorar la sala del Congrés? Quins seran els seus colors? Com que no teníem cap bandera, la qüestió em tenia perplex en gran manera. Era necessari dissenyar una bandera, però quins serien els colors que havien de ser elegits? Va ser llavors quan em vaig adonar que ja teníem una bandera, blanca i blava, el tal·lit, amb el qual ens embolicàvem durant les pregàries. Aquest seria el nostre símbol, que traslladaríem de la seva condició d'embolcall i el mostraríem davant Israel i les nacions. En conseqüència, vaig ordenar una bandera blava i blanca amb un Escut de David gravat en ella i així va néixer la nostra bandera nacional."
En el vuitè Congrés Sionista, reunit a Praga el 1933, es va aprovar finalment una decisió oficial sobre la bandera: "La bandera blava i blanca és la bandera de l'Organització Sionista i del poble jueu, de conformitat a una antiga tradició".

## Controvèrsia sobre el significat de la bandera
Alguns grups han afirmat que les franges horitzontals de la bandera d'Israel representen en realitat el riu Nil i l'Eufrates, que alguns pensadors sionistes (com ara Avraham Stern i Israel Eldad) defensen com a fronteres d'Eretz Yisrael, la terra promesa als jueus per Déu. Els qui fan aquesta al·legació insisteixen en el fet que la bandera representa "secretament" el desig dels jueus de conquerir tota la terra entre el Nil i l'Eufrates, que suposaria conquerir gran part d'Egipte, tota Jordània, i part de Síria i l'Iraq. Yasser Arafat, Iran i Hamas han donat suport a aquesta interpretació repetidament.
Tant autors sionistes com antisionistes han negat que les franges representin ambicions territorials, i afirmen que fou dissenyada d'acord amb els colors del tal·lit jueu. Saqr Abu Fakhr, un escriptor àrab, també s'ha pronunciat en contra d'aquesta idea: afirma que aquesta declaració és una de les 7 confusions o mites sobre els jueus que, tot i ser infundats i tenir abundant evidència en contra, continuen circulant en el món àrab.